# おあん物語
『おあん物語』（おあんものがたり）は、江戸時代前期に老尼から聞き書きした戦国時代の体験記。表題は『おあむ物語』、『御庵物語』とも表記される。石田三成の家臣・山田去暦の娘であった老尼が、少女時代に体験した関ヶ原の戦いの頃の様子を子供たちに語った話の筆録で、 正徳年間（1711年 - 1716年）の成立とされる。表題の「おあん」（お庵）は老尼の敬称である。戦国時代の武家の暮らしを女性の立場から描写した貴重な史料とされる。

## 内容
『おあん物語』は、「子供集まりて、おあん様、昔物語なされませといえば」の書き出しで始まり、老婆おあんが昔の思い出を語る体裁をとる。同書を書き記した人物は、幼少期におあんの昔話を聞いた親戚と思われる。
おあんの父親・山田去暦は知行300石取りの武士で彦根に暮らし、慶長5年（1600年）の関ヶ原の戦いの頃は石田三成の配下として大垣城（一説に佐和山城）を守備した。おあんは徳川家康方の軍勢から石火矢を打ち込まれる中で、母や城内の女性たちと城の天守にて鉄砲玉を作り、味方が討ち取った敵将の首に札を付けて天守に並べ置き、毎夜これに鉄漿（お歯黒）を付ける作業をし（戦においてお歯黒付きの武士は身分が高いとされていたため、のちの恩賞のため鉄漿首を作ったという）、寝泊まりもしたということ、目の前で14歳の弟が撃たれて死亡し、明日は落城という日には、父母や家来と共に梯子をかけて城を脱出し、逃亡の途中で母が女児を出産した際は田の水で産湯を使ったことなどが語られる。おあんはまた、彦根時代は貧しく、一日2食で、着る物も13歳から17歳まで同じ帷子一枚だった、などのことも述懐し、今時の若者は衣服に凝り、金を費やし、食べ物に様々な好き嫌いがあり、沙汰の限りであると言って彦根時代の話を持ち出して子供たちを叱ったため、子供たちからは「彦根婆」と呼ばれ、老人が昔のことを引いて現世に示すことをこの地方（土佐）では彦根と呼ぶとする俗説はこれに始まった、と綴られる。

## おあん
おあんの本名および生没年は不詳。戦国時代に生まれ、山田去暦の娘として関ヶ原の戦いを経験し、のちに父に従い土佐に渡り、山内氏に仕えていた近江出身の雨森儀右衛門の妻となった。晩年は甥の山田喜助に養われ、寛文年間（1661年 - 1673年）に80歳余で死去した。「おあん」という呼び名は愛称で、庵に暮らす僧尼であることを意味し、それに敬称の「御」を付けたものである。山田去暦の子孫には山田平左衛門がいる。

## おあむの松
おあんら一行は城から逃げる際、天守の西側にあった腰曲輪の松の木に縄をかけ、それを伝って内堀に降り、たらいに乗って逃げたとあり、大垣城には樹齢300年ほどの大松があったが、第二次世界大戦の直前に枯れたために植え継ぎし、昭和44年（1969年）7月10日に2代目「おあむの松」の命名式が催され、解説板が設置された。大垣では毎年4月に物語を元にしたイベント「水の都おおがきたらい舟」が開催される。